# يوسوكي يكيهتا
يوسوكي يكيهتا (باليابانية: 池端 陽介) (مواليد 7 يونيو 1979)، هو لاعب كرة قدم ياباني سابق كان يلعب كمدافع.

## وصلات خارجية
- يوسوكي يكيهتا على موقع رابطة كرة القدم اليابانية للمحترفين (اليابانية)
- يوسوكي يكيهتا على موقع قاعدة بيانات كرة القدم.إي يو (الإنجليزية)
- يوسوكي يكيهتا على موقع Soccerway.com (الإنجليزية)
- يوسوكي يكيهتا على موقع عالم كرة القدم.نت (الإنجليزية)